# Дом Льва Толстого (Сивцев Вражек)
Городская усадьба А. Д. Негуневой — Е. А. Ивановой — П. Н. Иванова — историческое здание в Москве, где некоторое время проживал писатель Лев Толстой. Находится на Арбате по адресу: переулок Сивцев Вражек, дом 34, строение 1. Охраняется как объект культурного наследия.

## История
Здание возведено в саду городской усадьбы Ивановых в 1833 году.
В середине октября 1848 года к хозяйке дома, титулярной советнице Ивановой, приезжает писатель Лев Толстой. Он снимает здесь квартиру, состоящую из пяти комнат. В Москве он собирался начать подготовку к сдаче кандидатских экзаменов, однако занятия так и не были начаты: вместо этого его привлекла светская жизнь. Кроме того, в Москве у Льва Николаевича в зиму 1848—1849 годов впервые появилось увлечение карточной игрой. Так как он играл весьма азартно и не всегда обдумывая свои ходы, то часто проигрывал.
Здесь он придумал сюжет «История вчерашнего дня». В будущем Софья Андреевна Толстая запишет с его слов:
В первый раз, живши в Москве, ему пришло в голову описать что-нибудь. Прочитав Voyage Sentimental par Sterne, он, взволнованный и увлечённый этим чтением, сидел раз у окна, задумавшись, и смотрел на всё происходящее на улице. Вот ходит будочник, кто он такой, какова его жизнь; а вот карета проехала – кто там, и куда едет, и о чём думает; и кто живёт в этом доме, какая внутренняя жизнь их… Как интересно бы было всё это описать…
Писатель написал здесь «Повесть из цыганского быта» (не сохранилась). Описание квартиры, где жил Лев Николаевич, отражено в романе «Война и мир»:
Несмотря на нежелание оставаться в Москве в кругу людей, знавших его прежде, несмотря на своё отвращение к статской службе, он взял в Москве место по статской части и, сняв любимый им мундир, поселился с матерью и Соней на маленькой квартире, на Сивцевом Вражке.
Николай первый встретил её, так как к графине можно было проходить только через его комнату…
В 1850-е, 1870-е и 1910-е годы здание перестраивалось. В XXI веке поставлены решётки на окна и кондиционеры.